# منتخب الولايات المتحدة تحت 20 سنة لكرة الطائرة للسيدات
منتخب الولايات المتحدة تحت 20 سنة لكرة الطائرة للسيدات (بالإنجليزية: United States women's national under-20 volleyball team)‏ هو ممثل الولايات المتحدة الرسمي في المنافسات الدولية في كرة طائرة للسيدات تحت 20 سنة .